# XGA+
XGA+ (англ. eXtended Graphics Array Plus) — стандарт дисплеїв. Часто використовувався на 17-дюймових ЕПТ-моніторах. XGA+ завжди має роздільність 1152×864 і співвідношення сторін 4:3. З приходом LCD-моніторів ця роздільність виходить з ужитку, але присутня на деяких 17-дюймових LCD-моніторах.
XGA+ є наступним стандартом за XGA (1024×768), хоча він і не був затверджений жодною організацією. Наступним за XGA+ стандартом зі співвідношенням сторін 4:3 є SXGA- (1280×960) або SXGA+ (1400×1050).

## Порівняльна таблиця
| Назва | x (ширина) | y (висота) | Пікселів (×1 мільйон) | Співвід- ношення сторін | Різниця пікселів у процентах | Різниця пікселів у процентах | Різниця пікселів у процентах | Різниця пікселів у процентах | Різниця пікселів у процентах | Різниця пікселів у процентах | Різниця пікселів у процентах | Різниця пікселів у процентах | Широкоекранна версія | Типовий розмір екрану |
| Назва | x (ширина) | y (висота) | Пікселів (×1 мільйон) | Співвід- ношення сторін | VGA                          | SVGA                         | XGA                          | XGA+                         | SXGA                         | SXGA+                        | UXGA                         | QXGA                         | Широкоекранна версія | Типовий розмір екрану |
| ----- | ---------- | ---------- | --------------------- | ----------------------- | ---------------------------- | ---------------------------- | ---------------------------- | ---------------------------- | ---------------------------- | ---------------------------- | ---------------------------- | ---------------------------- | -------------------- | --------------------- |
| VGA   | 640        | 480        | 0,31                  | 1,33                    | 0%                           | −36%                         | −61%                         | −69%                         | −77%                         | −79%                         | −84%                         | −90%                         | WVGA                 |                       |
| SVGA  | 800        | 600        | 0,48                  | 1,33                    | 56%                          | 0%                           | −39%                         | −52%                         | −63%                         | −67%                         | −75%                         | −85%                         | WSVGA                |                       |
| XGA   | 1024       | 768        | 0,79                  | 1,33                    | 156%                         | 64%                          | 0%                           | −21%                         | −40%                         | −47%                         | −59%                         | −75%                         | WXGA                 | 15" / 38 см           |
| XGA+  | 1152       | 864        | 1,00                  | 1,33                    | 224%                         | 107%                         | 27%                          | 0%                           | −24%                         | −32%                         | −48%                         | −68%                         | WXGA+                | 17" / 43 см           |
| SXGA  | 1280       | 1024       | 1,31                  | 1,25                    | 327%                         | 173%                         | 67%                          | 32%                          | 0%                           | −11%                         | −32%                         | −58%                         | WSXGA                | 17–19" / 43–48 см     |
| SXGA+ | 1400       | 1050       | 1,47                  | 1,33                    | 379%                         | 206%                         | 87%                          | 48%                          | 12%                          | 0%                           | −23%                         | −53%                         | WSXGA+               |                       |
| UXGA  | 1600       | 1200       | 1,92                  | 1,33                    | 525%                         | 300%                         | 144%                         | 93%                          | 46%                          | 31%                          | 0%                           | −39%                         | WUXGA                | 20" / 51 см           |
| QXGA  | 2048       | 1536       | 3,15                  | 1,33                    | 924%                         | 555%                         | 300%                         | 216%                         | 140%                         | 114%                         | 64%                          | 0%                           | WQXGA                | 30" / 76 см           |